# John Musker
John Musker est un réalisateur, animateur, scénariste et producteur américain né le 8 novembre 1953 à Chicago (Illinois).
Il a réalisé plusieurs  « Classique Disney » dont La Petite Sirène (1989) et Aladdin (1992), en collaboration avec Ron Clements.

## Biographie
Après une formation d'animateur de deux ans à CalArts, John Musker est engagé aux studios Disney en 1977. Pour son premier travail, il est assistant animateur pour Le Petit Âne de Bethléem (1978), un moyen-métrage d'animation réalisé par Don Bluth. Il devient ensuite animateur pour Rox et Rouky (1981), l'occasion pour lui de rencontrer Ron Clements.
Leur première réalisation est Basil, détective privé (1986) mais c'est avec La Petite Sirène (1989) et Aladdin (1992) qu'ils connaissent un vif succès étrennant le Second Âge d'or des studios. Si leur film suivant, Hercule (1997), est accueilli diversement, La Planète au trésor, un nouvel univers (2002), mêlant animation traditionnelle et infographie, est un échec commercial, entraînant la rupture de leur contrat.
John Musker est néanmoins de retour en juillet 2007 pour réaliser — toujours avec Ron Clements, réembauché lui aussi quelques mois plus tôt — La Princesse et la Grenouille (2009) qui marque un retour à une animation en 2D. Le film suivant du duo est sorti en 2016 :  Vaiana : La Légende du bout du monde.

## Filmographie

### Réalisateur
- 1986 : Basil, détective privé (The Great Mouse Detective)  coréalisé avec Ron Clements, Burny Mattinson et David Michener
- 1989 : La Petite Sirène (The Little Mermaid) coréalisé avec Ron Clements
- 1992 : Aladdin coréalisé avec Ron Clements
- 1997 : Hercule (Hercules) coréalisé avec Ron Clements
- 2002 : La Planète au trésor, un nouvel univers (Treasure Planet) coréalisé avec Ron Clements
- 2009 : La Princesse et la Grenouille (The Princess and the Frog) coréalisé avec Ron Clements
- 2016 : Vaiana : La Légende du bout du monde (Moana) coréalisé avec Ron Clements, Don Hall et Chris Williams

### Scénariste
- 1985 : Taram et le Chaudron magique (The Black Cauldron)
- 1986 : Basil, détective privé
- 1989 : La Petite Sirène
- 1992 : Aladdin
- 1996 : Aladdin et le Roi des voleurs
- 1997 : Hercule
- 2002 : La Planète au trésor, un nouvel univers
- 2009 : La Princesse et la Grenouille
- 2014 : Disney Infinity: Marvel Super Heroes
- 2015 : Disney Infinity 3.0
- 2016 : Vaiana : La Légende du bout du monde

### Animateur
- 1978 : Mon petit âne
- 1981 : Rox et Rouky (The Fox and the Hound)
- 1982 : Fun with Mr. Future

### Producteur
- 1989 : La Petite Sirène
- 1992 : Aladdin
- 1997 : Hercule
- 2002 : La Planète au trésor, un nouvel univers
- 2014 : Les Nouveaux Héros
- 2016 : Zootopie